# Święto kozła
Święto kozła (hiszp. La fiesta del chivo) – powieść peruwiańskiego pisarza Mario Vargasa Llosy, po raz pierwszy opublikowana w 2000 roku. Pierwsze polskie wydanie ukazało się w 2002 roku, w przekładzie Danuty Rycerz.

## Opis fabuły
Książka o czasach brutalnych rządów dyktatora Rafaela Leonidasa Trujillo w Republice Dominikańskiej. Narracja skupiona jest na ostatnich tygodniach jego władzy: stosowanych przez niego mechanizmach polityki i terroru oraz o drodze, którą przebyli przyszli zamachowcy, począwszy od uwielbienia i całkowitego posłuszeństwa dla swojego szefa do tego wieczoru, gdy w samochodzie zaparkowanym na poboczu autostrady czekają z pistoletami na mającego nadjechać Generalissimusa.

## Adaptacja filmowa
Na podstawie książki nakręcono w 2005 roku film pod tym samym tytułem, w reżyserii Luisa Llosy (w głównych rolach wystąpili Isabella Rossellini i Tomas Milian).